# 横浜ドリームランド
横浜ドリームランド（よこはまドリームランド）は、神奈川県横浜市戸塚区俣野町字沖原700番地でかつて営業していた遊園地。
先行して開園した奈良ドリームランドの姉妹園的存在として、日本ドリーム観光（ダイエーへ吸収合併後はダイエーの子会社であるドリームパーク）が運営していた。

## 概要

### 営業内容
- 営業時間：10:00-17:00（3-11月）、10:00-16:30（1・2・12月）
- 入園料： 大人800円、小人400円
- マスコットキャラクター：ドリちゃん、ランちゃん

### キャンペーンガール
1980年代には毎年、若手アイドル歌手をキャンペーンガールとして起用したこともあった。

## 歴史

### 開園
「昭和の興行師」と呼ばれた松尾國三率いる日本ドリーム観光が、毎日新聞社の後援のもとに総工費約200億円を投じて建設した。松尾はかねて「観光立国」を標榜し、東京近郊に一大娯楽施設を開設することを目論んでおり、奈良ドリームランドの姉妹園としてオープンした。
開園当初の横浜ドリームランドは「日本のディズニーランドを目指す」という松尾の構想に基づき、横浜郊外の小高い丘陵丸々一つを開発した約132万平方メートルの広大な敷地に、遊園地やボウリング場、スケート場、ショッピングモール、映画館を備えた、当時の日本国内では屈指のレジャー施設であった。
開業翌年の1965年（昭和40年）には、敷地内に当時の国内で随一の高層建築物であった「ホテルエンパイア」も完成した。

### アクセス問題と経営悪化

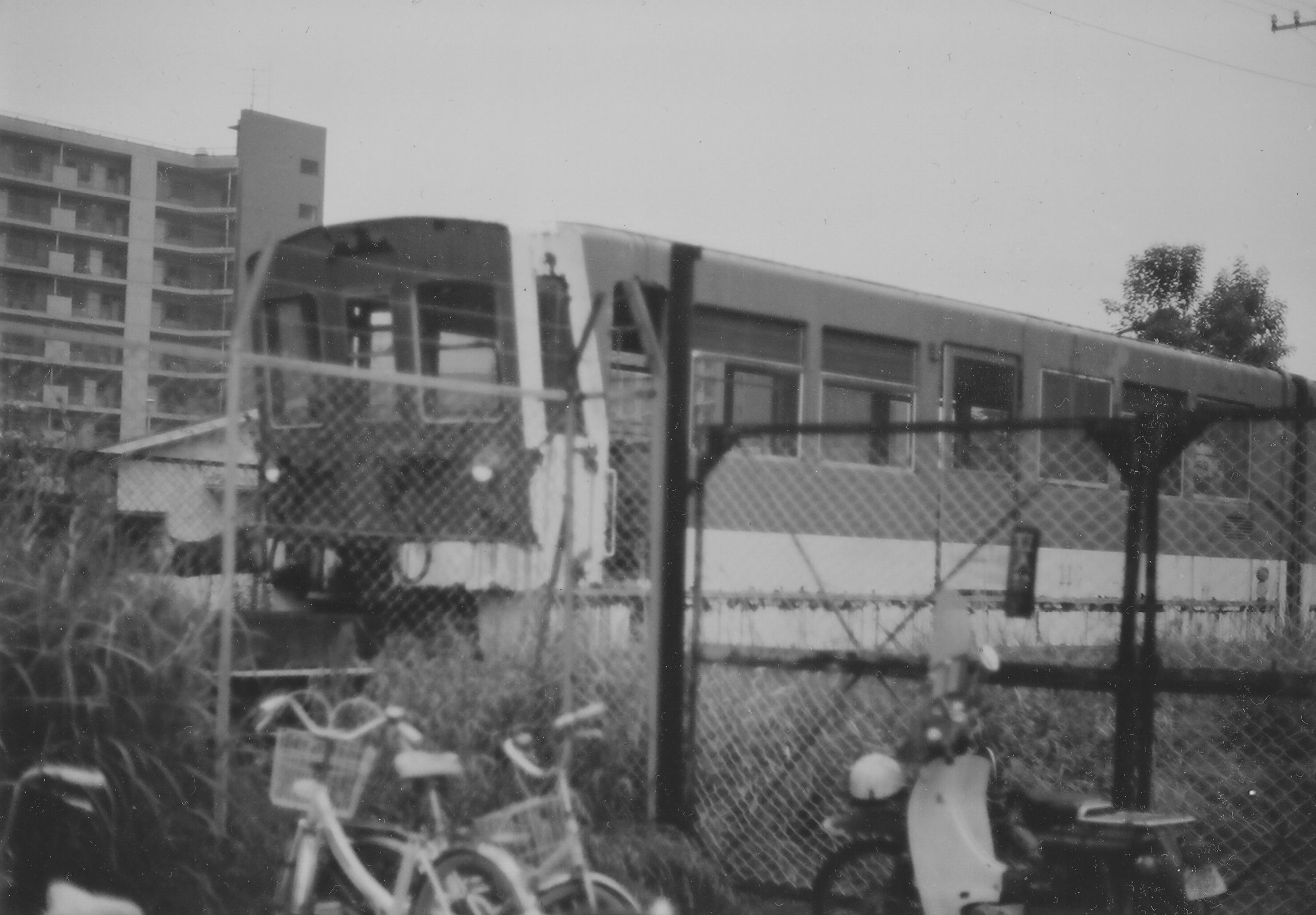
駅に放置されていたドリームランド線の車両（1984年）

開業から2年後の1966年（昭和41年）5月2日には、それまで路線バスまたは自家用車に限られていたドリームランドへのアクセスの目玉として、当園と国鉄（当時）大船駅とを結ぶドリームランドモノレールが開通。路線バスでは15分であった大船 - ドリームランド間の所要時間を、約半分の8分に短縮するという触れ込みであった。
しかし、ドリームランドモノレールは設計上の欠陥により、わずか1年半弱後の1967年（昭和42年）9月24日に運行休止に追い込まれる。その代替として神奈川中央交通のバス便を平日70往復、休日300往復させる措置が取られたが、ドリームランドへのアクセスは再びバスか自家用車に限定されることになった。
さらに、開園当初はのどかな田園地帯であった戸塚周辺は、高度経済成長により急激にベッドタウン化が進行し道路交通量も著しい増加をみせており、特にバス・自家用車ともにドリームランドへの通過点となる国道1号原宿交差点は、神奈川県内でもトップクラスの渋滞箇所に発展していた。このため、バスの場合では空いていれば大船駅から15分あるいは20分程度で済む乗車時間も1時間以上要することがしばしばあった。
また、東京都内や横浜市街から自家用車で来場するケースにおいても、週末などは鎌倉や湘南方面へドライブする車と競合し、原宿交差点を先頭に横浜新道内まで5 km以上も続く渋滞が頻発した。いずれの場合においても、来場者はレジャーを楽しむ前に少なからぬ時間の浪費と疲労を強いられることになった。
このような交通アクセスの悪さは、開園当初から閉園に至るまでドリームランドの経営を圧迫する致命的な欠点となり、1970年（昭和45年）には早くも収支悪化によって敷地東側の部分売却（全敷地の約4分の1）を余儀なくされる。以後も段階的に敷地売却が行われ、売却された土地には、神奈川県住宅供給公社と横浜市住宅供給公社によって高層団地「ドリームハイツ」が建設された。
さらに、日本ドリーム観光本体の経営も1972年（昭和47年）5月13日に発生した千日デパート火災の補償問題などにより、急速に悪化していった。

### ダイエー傘下入りと衰退

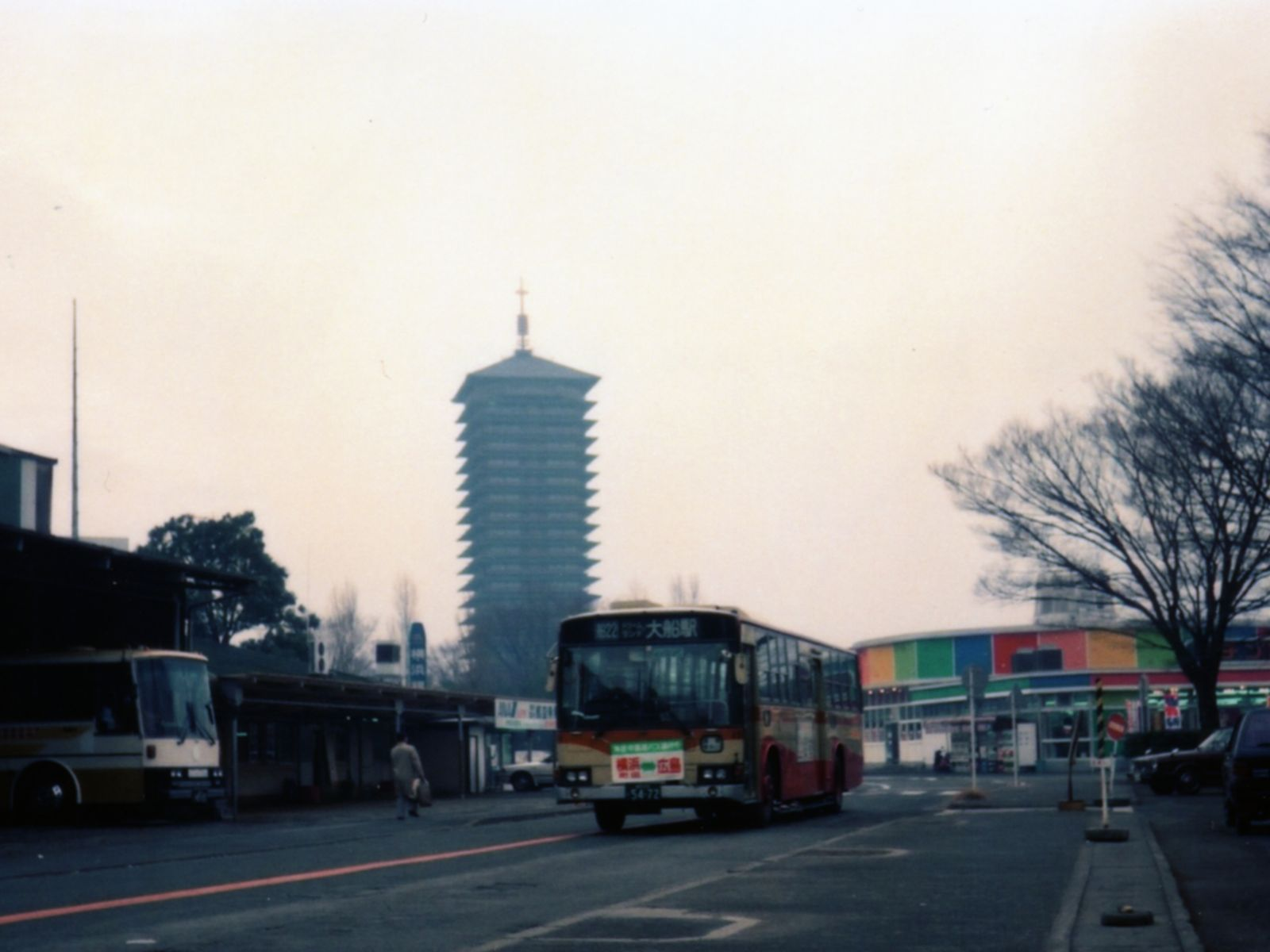
1990年頃の園周辺
左後方にホテルエンパイアを望む

1970年代から1980年代初頭にかけては、京浜地区で競合する施設が少なかったことなどから苦戦のうちにも年間160万人の来場者を数えたが、1983年（昭和58年）の東京ディズニーランド開園などを契機として来場者数は不可逆的な下降をたどる。ほぼ同時期の1984年に創業者である松尾國三が死去し、松尾の遺族と日本ドリーム観光経営陣との間で泥沼の経営権争いが発生した。最終的に経営権は遺族の手に移るが、後に日本ドリーム観光は遺族を支援した中内㓛によって1988年（昭和63年）にダイエーに吸収され、横浜ドリームランドはダイエーの子会社であるドリームパークによって運営されることとなった。
ダイエーは当時絶頂期を迎えていたバブル景気の波に乗り、プロ野球球団・南海ホークスの買収など積極的な事業拡大を進めていた。そのため横浜ドリームランドにも再興の期待が膨らんだが、間もなく訪れたバブル崩壊によってそれらの期待も水泡に帰した。1990年代に入り横浜・八景島シーパラダイスやよこはまコスモワールドなどの競合施設の出現に加え、少子化やレジャーの多様化も要因となって入場者の減少に歯止めがかからなくなり、年間入場者数は最盛期の約半分程度まで落ち込んだ。結果、陳腐化が進んだ園内アトラクションの大規模な入れ替えや施設改修に資金が回らず、それがさらなる入場者数減少に結びつくという悪循環に陥っていった。また、長年にわたり開店休業状態であったホテルエンパイアも1995年（平成7年）に営業終了し、以後閉園に至るまで廃墟として残されることになる。

### 閉園とその後
1990年代末期、ダイエーは本業不振や過度の事業拡大が負担となって経常赤字に転落し、深刻な経営危機が表面化した。2001年（平成13年）には日本ドリーム観光の買収にも大きく関わった中内功が辞任へと追い込まれ、債権を持つ銀行側から「2002年の内に約100億の負債を処理しない限り今後の融資は不可能」と通告されたことから、ダイエーは本業と関係の薄い系列事業の大規模なリストラを迫られた。これによって細々と営業を続けてきた横浜ドリームランドもその対象となり、遊園地として存続したまま経営権の譲渡をするよりも更地として売却するほうが有利との判断が下された。翌2002年（平成14年）2月17日、横浜ドリームランドは37年半の歴史に幕を閉じ閉園した。閉園時の敷地面積は、度重なる縮小によって開園当初の132万平方メートルからおよそ9分の1の14万6千平方メートルとなっていた。

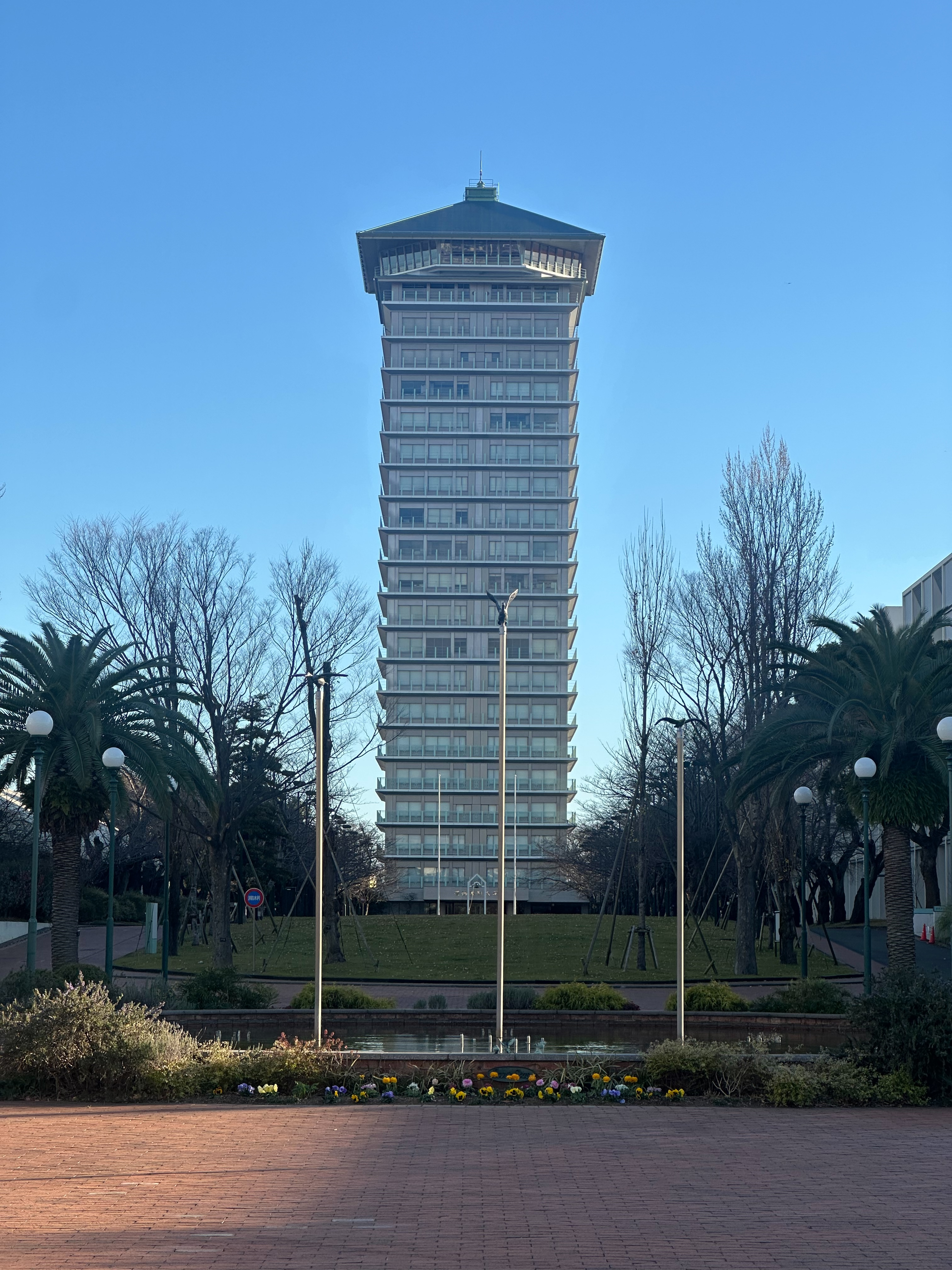
横浜薬科大学図書館棟となった旧ホテルエンパイア

横浜ドリームランドの土地は、最終的にダイエー系列の百貨店である十字屋が所有していたが、ダイエーの債権者である銀行の仲介により、閉園に先立つ2001年10月に中古車流通会社・ユー・エス・エスへ約88億円で売却され、同社がオートオークション会場として使用する計画を発表した。しかし原宿交差点のさらなる渋滞悪化などを懸念した近隣住民によって強い反対運動が起こったことから、ユー・エス・エスはドリームランド跡地への進出を撤回。同地を横浜市に約104億円で買い取らせ、同市鶴見区大黒町のコスモ石油横浜製油所跡地を代替地として確保した。
横浜市は取得した土地を南北に分割し、旧ホテルエンパイアの建物やボウリング場を含む敷地の南側を都築第一学園に売却した。2006年、同学園は取得した土地に横浜薬科大学を開校させ、旧ホテルエンパイアおよびボウリング場の建物も改装を経て校舎の一部として転用した。残る跡地北側は横浜市によって再開発され、2008年に俣野公園と市営墓地メモリアルグリーンが開設された。俣野公園内には俣野公園・横浜薬大スタジアム（収容人員、約3,000人）も落成している。これらの再開発事業に加え、周辺にあったダイエー系の商業店舗はすべて閉鎖・解体されたことから、横浜ドリームランドの遺構は相州春日神社や横浜薬科大学の施設に転用された一部の建物を除き現存していない。
2021年11月には、横浜市神奈川区の外食企業「FirstDrop」により中区花咲町に本園の名を冠した飲食店街「横浜ドリームランド」が開業している。旧遊園地との資本的な関係は無いものの、マスコットキャラクター「ドリちゃん」「ランちゃん」や近衛兵のイラストを用いるといった旧遊園地のイメージが施されている。

### 閉園記念ビデオ
閉園後、横浜ドリームランド監修のメモリアルビデオ『さよなら横浜ドリームランド』（VHS）がISP出版より発売された。ドリちゃん、ランちゃんの2人がアルバムを眺めながら、開園から閉園までの出来事や施設を振り返るというストーリーになっている。主に過去のスチール写真と閉園時の映像から構成され、ヘイヘイおじさん（後述）や来場客のインタビューも収録されている。全編約25分。営業最終日の様子も収録されており、閉園前には園内で購入希望者から予約を募り、後日発送するという形がとられた。

## 施設
閉園後は伊豆ぐらんぱる公園の「のりものと太陽の広場」に、リバーアイランド・トップスインガー・おとぎ列車・キッズコースター・グランデッシュの館や、装飾品の一部が譲渡されている。

### 宮廷庭園
ヨーロッパの宮廷庭園をイメージした4200平方メートルの大花壇。正門を入ってすぐのグランドアベニューにあった。庭園の両脇にはヨーロッパの町並みを摸したショッピングモールが造られていた。1980年、3機種乗り放題制の「ラブスクエア」エリアに転換され若年層へ向けて低料金で楽しめる形で本園とは別のエリアとしたが、想定を下回る成績に終わり半年未満で本園と再接続されている。

### 冒険の国
Adventureland。開園当初の目玉の一つで、アメリカのディズニーランドのジャングルクルーズを摸した「冒険の国巡航船」（25人乗り7隻・三保造船所製）などがあった。建設費約30億円をかけて造られたが、経営悪化の影響で1970年に土地が売却され、ドリームハイツの一部となった。
巡航船はその後、スポーツランドのフリーウェイを撤去した跡地へ移設された。

### 子供の国
Kiddyland。お伽の城、おとぎ列車、レインボーブリッジ、ピーターパン、空飛ぶじゅうたん、デイジーチェアー、ティーカップ、スワンボート（水上スクーター）、飛行塔があった。

### スポーツランド
潜水艦、ボブスレー、ショッキングカー、フリーウェイ、オクトパス、スイジングスウィング（空中ブランコ）、ロープウェイ（安全索道製、4人乗り10台）、後述のワンダーホイールがあった。特に潜水艦は奈良ドリームランドでの営業終了後日本で唯一のアトラクションとして人気を博した。その他滑り台・ブランコ・ジャングルジム等を置いた子供遊戯場、シェトランドポニーを用いた乗馬があった。

### ワンダーホイール
ドリームランドの目玉ともいうべき大観覧車。高さ75メートル、三精輸送機製、開園当時は世界一の大きさと言われていた。ゴンドラは、フレームの外周に固定された10人乗り8基と移動式のタイプ8人乗り8基が交互に配置されていた。後者は、観覧車の回転に応じ自重でレールに沿って移動しつつ揺れるため、スリルを味わいたい人に人気を博した。

### シャトルループ
1979年3月20日に登場したローラーコースターで、日本におけるループコースターの嚆矢。フライホイールによる加速で時速90kmまで急加速した後、360度宙返りの垂直ループを猛スピードで前向き、後ろ向きに繰り返す往復型コースター。西ドイツ(当時)のシュワルツコフ社製で三精輸送機が輸入、全長182m・コース長280m・ループ直径15m・最高部43m・最大斜度70度・4人乗り車両の7両編成・最大過重力6G。

### メリーゴーランド

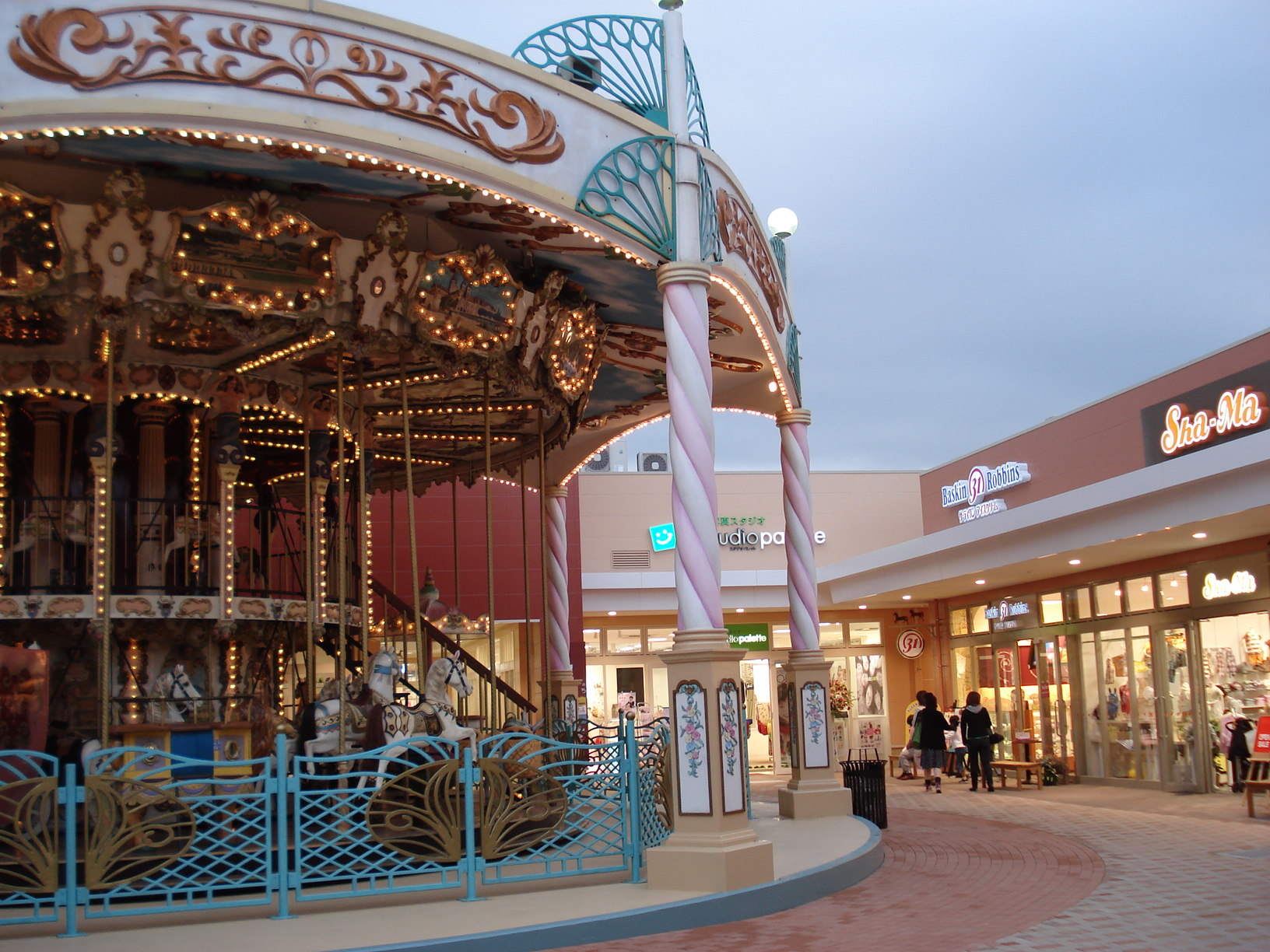
おやまゆうえんハーヴェストウォークに移設されたメリーゴーランド

1976年に設置されたフランス製の2層式メリーゴーランド。閉園後は、同じくダイエーが経営に関わっていた小山ゆうえんち（現 おやまゆうえんハーヴェストウォーク）に、園内の備品などとともに引き取られた。

### ミュージックエキスプレス
3人乗りゴンドラを連ねて円周上の走路を波状に上下しながら高速回転するアトラクション。1980年、「ラブスクエア」エリアに導入された。西ドイツ(当時)のマック社製、直径18m・定員60名。当初はムード音楽やロックなどのBGMを流しながら稼働した。閉園後は「レインボー」とともにクウェートAbu Halifaの、Kuwait Magic Island Parkに引き取られた。

#### ヘイヘイおじさん
ミュージックエキスプレスの運行を担当していた従業員である新井俊次の愛称。地味なアトラクションを盛り上げるために派手な衣装を纏い、フィンガー5の「学園天国」の節で「ヘーイヘイヘイ、ヘイヘイ…」と声を掛けることで有名になった。奈良ドリームランドで働いていた妹の勧めで開園とともに就職、ジャングル探検・ワンダーホイール・鉄道車掌などの担当を経て、「ミュージックエキスプレス」の操作を閉園までの7年間担当した。閉園後は併設されていたボウリング場「ドリームボウル」にボウリング指導員として再就職、2004年12月12日の閉鎖とともに退職した。退職後は在りし日の横浜ドリームランドを知る者として、マスコミやファンサイトの取材に積極的に応じていた。2013年には同園を題材とした横浜夢座の舞台「俣野町700番地 夢の国 ドリームランドからの手紙」に出演し、ヘイヘイおじさんの現役時代を知る往年のファンを楽しませた。2021年に逝去。

### レインボープール
開園当初にあった大噴水が取り壊され、1967年、その跡地に建設された。冬期はスケートリンクとして活用され、近隣の小学校などのスケート教室で利用されていた。閉園後、スケート教室は廃止または場所を移す措置がとられた。

### ゲームコーナー
エレメカやピンボールなど、開園当時でも非常に古くなっていたアーケードゲームが残っていたことで一部のゲームマニアに知られていた。これはゲームコーナーの運営がドリームランド自体と委託業者の2者に限られていたためで、これらのレトロゲームは後者により運営されていた。閉園後、ほとんどのゲームは売却されたが、一部は2019年時点でも台場一丁目商店街にて稼働している。

### 外周列車
開園当初から園内の外周を走っていたミニ列車。50人乗り2編成・土井文化運動機製作所製、狭軌式の軌道としていた。敷地の一部売却により、1970年までに廃止された。
先頭車両のうち1台は、横浜市泉区の岡津幼稚園に譲渡された。

## 関連施設

### ホテルドリームランド
修学旅行・一般宿泊者用の低層ホテルで、現在の横浜薬科大学の校舎がある場所に建てられていた。「夢のホテル」として開業し、後に「ホテルドリームランド」に改称。1990年に廃業。

### ドライブインシアター
ホテルドリームランド跡地の駐車場に、1994年から2001年まで、株式会社松竹シネ・ファイジャパンによってドライブインシアター「MOVIX横浜ドリームランド」が設けられていた。

### 横浜ドリームボウル
横浜ドリームボウルは、かつて横浜ドリームランド南側に隣接する「横浜スポーツセンター（旧横浜文化センター）」内で営業していたボウリング場である。1964年（昭和39年）8月1日、横浜ドリームランドの開園と同時にオープンした。横浜ドリームボウルは、日本ドリーム観光として最初に営業したボウリング場でもある。
開業当初は24レーンで営業し、施設内の地下にはアイススケート場も備えていた。のちに地下をアーチェリー場に改装した。1971年（昭和46年）4月、アーチェリー場を廃止にし、地下に新たなボウリング場20レーンを増設して合計44レーンでの営業となった。最大で64レーンで営業を計画したが、ボウリングブームの衰退および供給過剰による過当競争の煽りを受け、日本ドリーム観光グループ全体でボウリング事業が不採算に陥ったことで増設計画は凍結され、既に増設済みの地下の20レーンも廃止されるに至った。その後は当初の24レーンで営業を継続した。
横浜ドリームボウルの建物と設備は、1990年7月に「横浜スポーツセンター」から「株式会社ドリームパーク」へ運営が引き継がれた。2002年の横浜ドリームランド閉園後も横浜ドリームボウルは営業を継続し、ボウリング場内ではフリーマーケットなどの催しも行われていたが、2004年12月12日にボウリング場は閉鎖された。その後も建物は解体されずに残され、旧横浜スポーツセンターの土地と施設は数社の手を経たあとに横浜市へ売却された。その後2006年に都築学園グループの所有となり、横浜薬科大学のキャンパスとなった。
2023年現在では、旧ボウリング場の建物は横浜薬科大学の厚生棟として改築されており、同大学の厚生施設として利用されている。厚生棟2階には旧横浜ドリームボウルの設備が6レーン現存しており、ドリームボウル時代の設備をそのままに学生のレクリエーションや一般への貸出で利用されている。厚生棟内には、他に学生食堂（2階）やローソン（横浜薬科大学店・1階）も入っている。
同大学のキャンパス内には、ボウリング場のほか、旧横浜スポーツセンターの施設である「屋内テニスコート」と「屋内体育館」も現存しており、横浜ドリームランド時代の施設が引き続き使用されている。

### ドリームビル

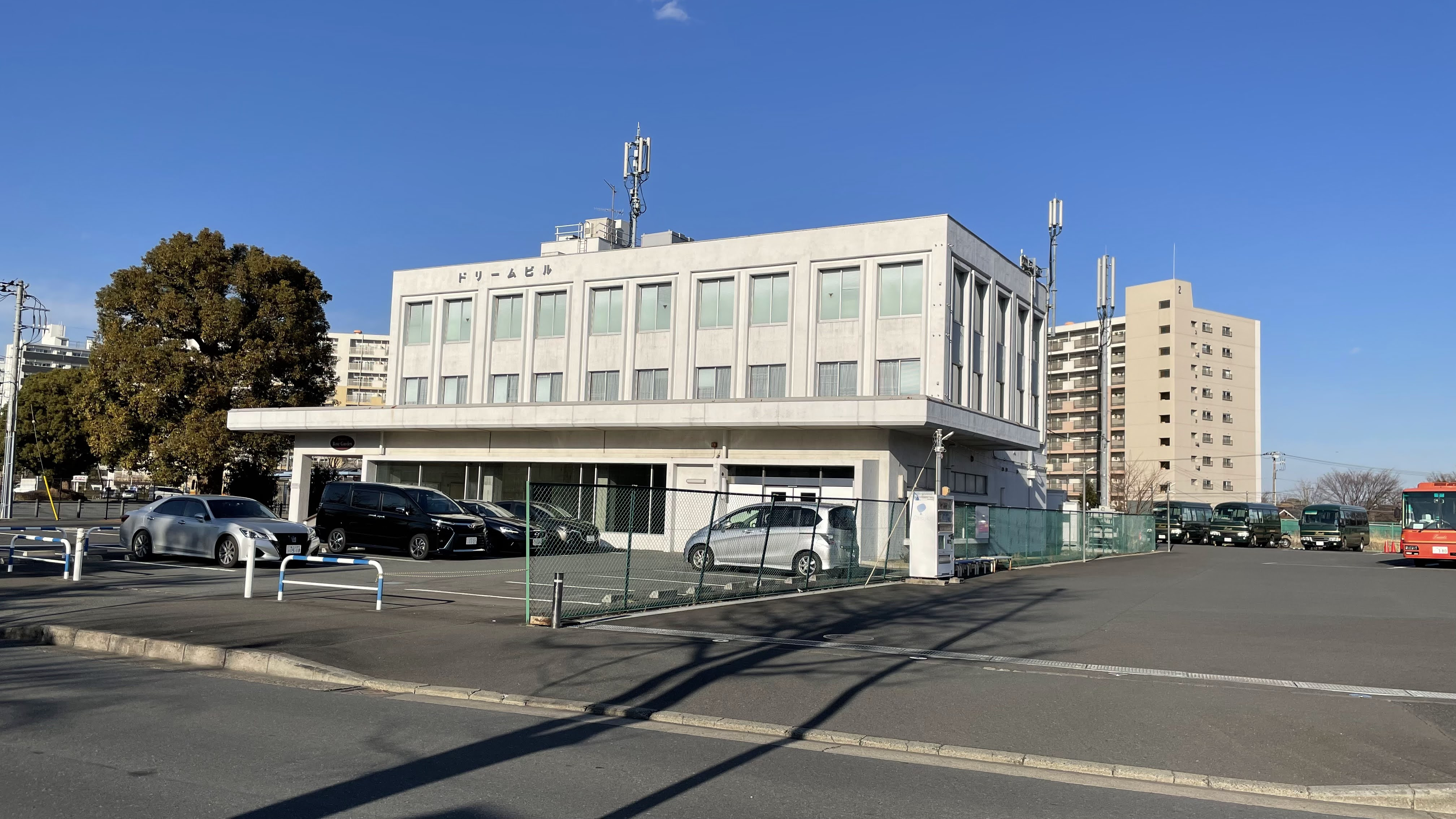
ドリームビルと、ドリームランド駅跡地（右側）

俣野公園・横浜薬大前バス停のそばにあるビルで、ドリーム開発・ドリームパークが入っていた。現在は横浜薬科大学のカフェテリア Rose Gardenが入っている。2021年1月までは横浜銀行戸塚南支店があったが撤退し、戸塚支店内に移転した。

### ドリーム銀座
ドリームハイツ向けのアーケード商店街。個人商店や相鉄ローゼンドリームランド店などがあったが、閉園時には診療所だけが残っていた。閉園後に取り壊されたため、現存しない。

### ドリームハイツ
かつて横浜ドリームランドの敷地の一部であった場所に、1970年の土地の一部売却により、1972～1974年に横浜市と神奈川県によって建設された団地。深谷町(横浜薬科大学側)の通称「市ドリームハイツ」(1号棟-4号棟)は横浜市住宅供給公社によって開発、俣野町(俣野公園野球場から北側)の通称「県ドリームハイツ」(5号棟-23号棟)は神奈川県住宅供給公社によって開発された。開発時には、当時運行休止していたドリームランドモノレールの運行再開が予定されていたが、再開されないまま2003年に廃止された。大船駅、戸塚駅、湘南台駅等への路線バスが主な公共交通であり、団地内に神奈川中央交通の「ドリームハイツ」バス停留所がある。直線距離で2kmほど離れた位置に、いずれも1999年開業かつ互いに隣接した相鉄いずみ野線ゆめが丘駅・横浜市営地下鉄ブルーライン下飯田駅があり、下飯田駅前を通るバス路線がある。また、やや距離はあるがEバスの「ばんどうクリニック前」バス停から、下飯田駅・いずみ中央駅へ行くことも可能である。

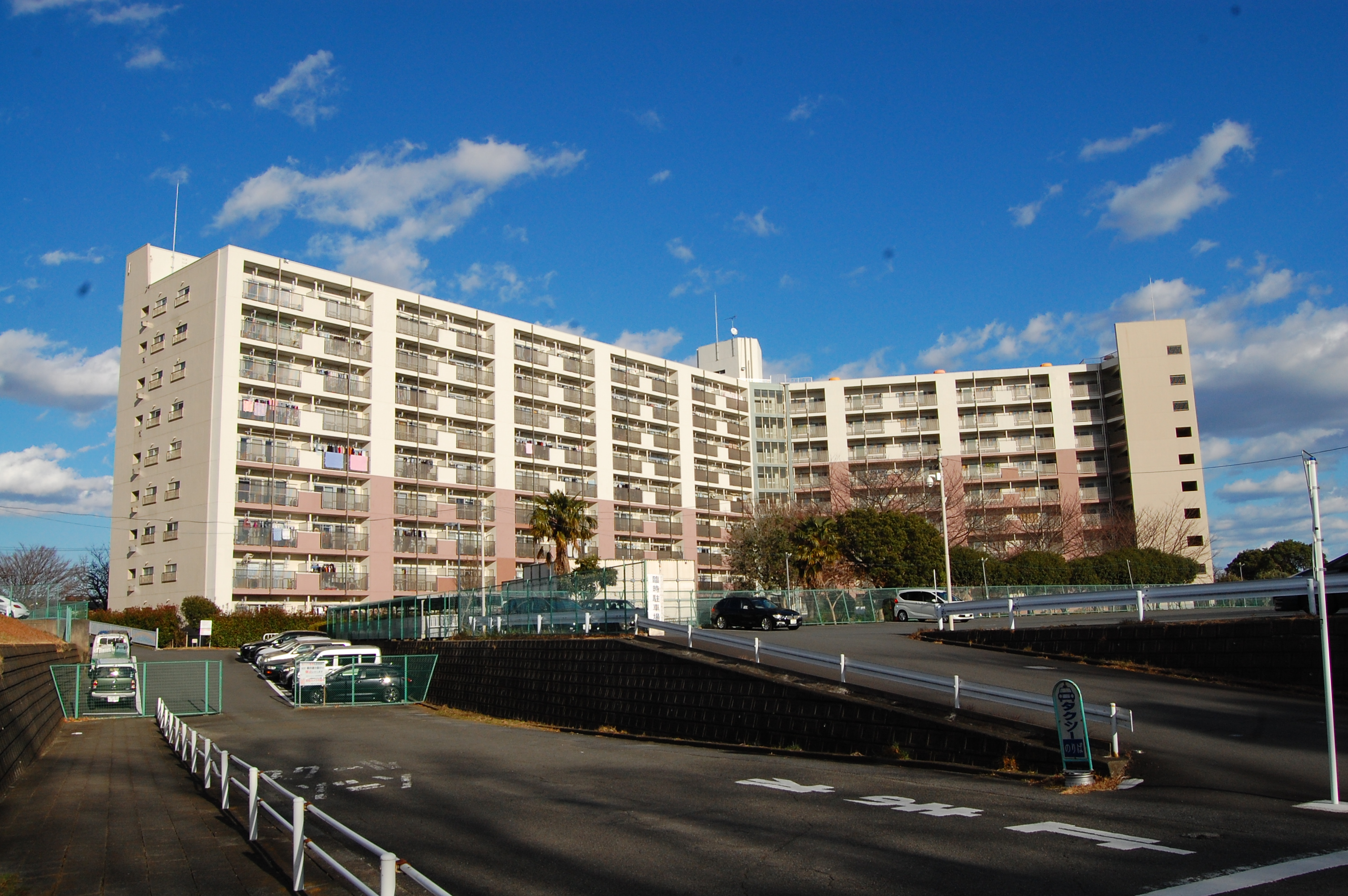
市ドリームハイツ1号棟
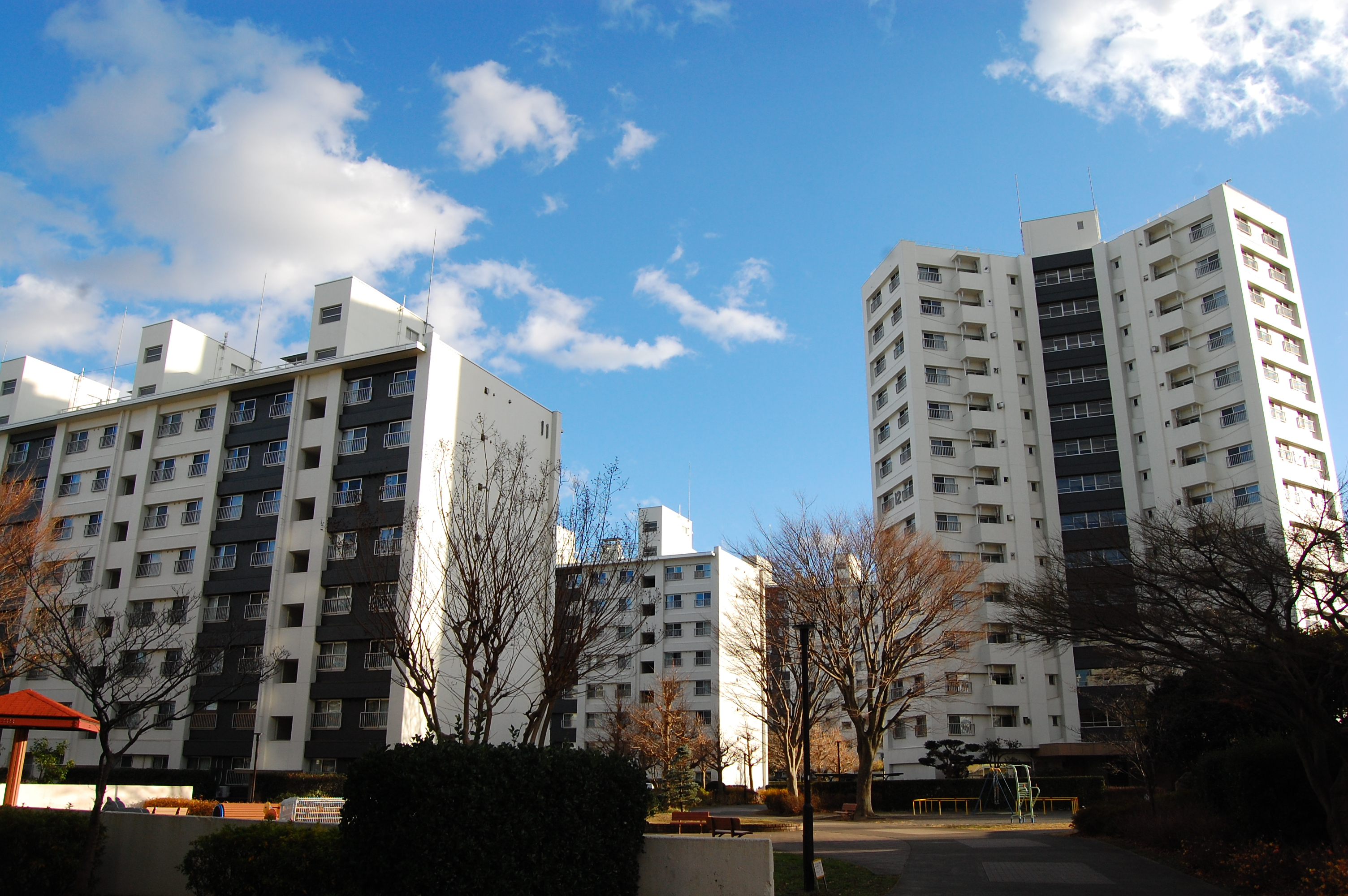
県ドリームハイツ11・12号棟付近

### 相州春日神社
横浜ドリームランドの建設に際して発展と繁盛を願い、1964年8月に奈良ドリームランドのある奈良市の春日大社の分霊を勧請し、敷地内に神社「ドリームランド春日神社」が建立された。祭神は、武甕槌神と経津主神。その後、神社とドリームランドとは敷地・組織とも切り離され、宗教法人として独立し「相州春日神社」と改名した。境内には「神鹿」として奈良の鹿が春日大社から賜われ現在はその子孫が飼育され、参拝客が鹿せんべいを与えられるようになっている。横浜ドリームランドの廃園時には相州春日神社はすでに別組織であったため、跡地の整地・売却後も神社は現存し、鹿たちも健在であるなお鳥居は、かつては道路を挟んで向かい側のドリームランドの敷地内にあったが、閉園後に現在の位置に移動した。

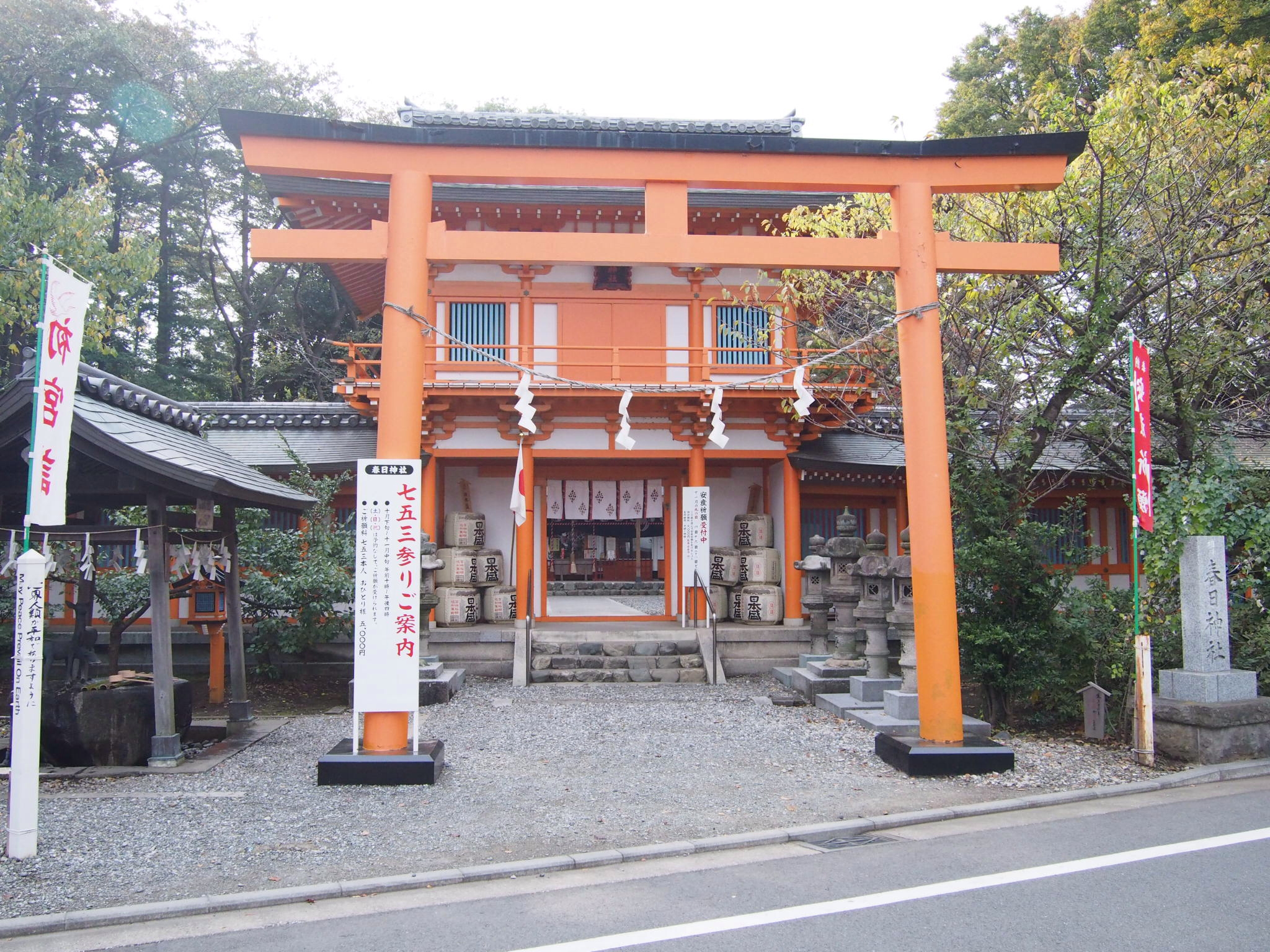
鳥居と楼門
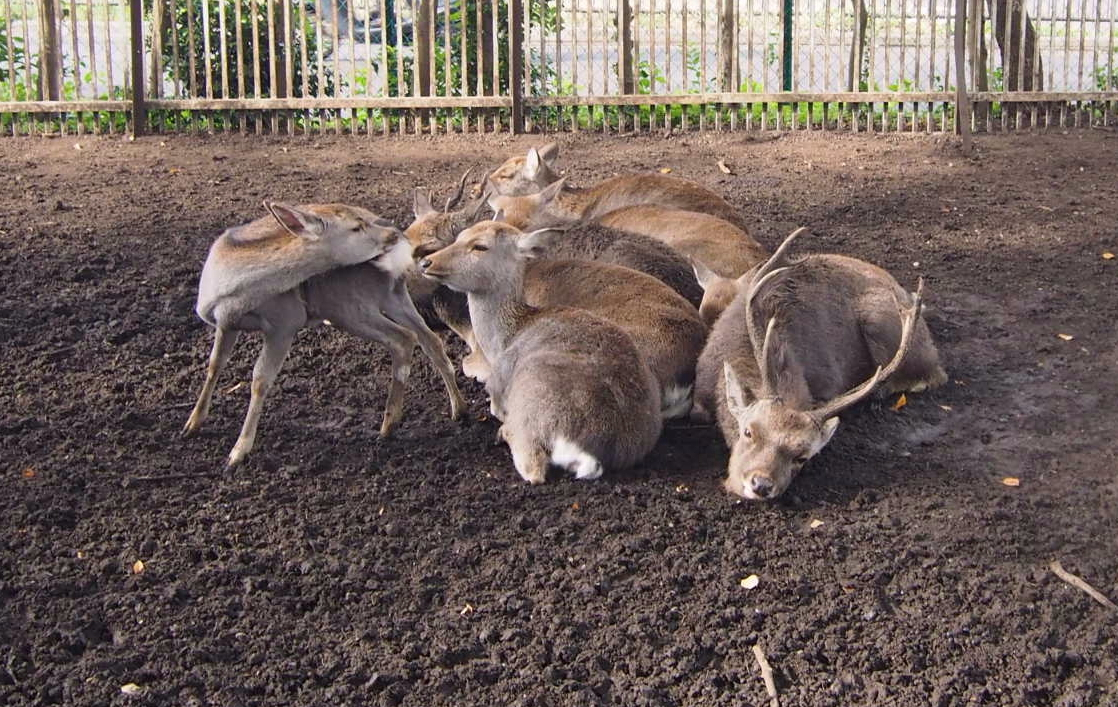
神鹿苑の鹿

## ロケ地
1970〜1990年代にはテレビドラマの撮影が数多く行われ、中でもTBSの「東京警備指令 ザ・ガードマン」「キイハンター」には複数回登場した。その他にも映画やテレビコマーシャルのロケ地として使われた。

### テレビドラマ
- 東京警備指令 ザ・ガードマン（1965年、TBS/大映テレビ室）
- ライオン奥様劇場　愛染かつら（1965年、CX/松竹）
- 平四郎危機一発
  - 第5話『アフロディーテを消せ』（1967年、TBS）
- バンパイヤ（1968年、フジテレビ）オープン前にロケした映像が見られる。
- フラワーアクション009ノ1
  - 第3話『裏切り寝返り大合戦』（1969年、CX / 東映） - ほぼ全域で攻防戦が撮られた。
- キイハンター（TBS）
  - 第58話『消えた機関車』（1969年）
  - 第198話『がんばれ!小便小僧危機一発』（1972年）
  - 第210話『いんちきキイハンター探偵局』（1972年）※ノンクレジット
- すし屋のケンちゃん 第15話『ぼくたちの冒険日記』（1971年、TBS）
- なんたって18歳! 第30話『まどかの大冒険』(1972年、TBS）
- 人造人間キカイダー（1972年、NET）
- イナズマンF（1974年、NET）
- 秘密戦隊ゴレンジャー（1975年、NET）
- ジャッカー電撃隊（1977年、テレビ朝日）
- Gメン'75 （TBS）
  - 第164話『消えた乳母車の赤ちゃん』（1978年）
  - 第202話『変質者』（1979年）※ノンクレジット
  - 第206話『催眠術殺人事件』（1979年）
- 俺たちは天使だ!
  - 第18話『運が悪けりゃ誘拐犯』(1979年、日本テレビ)
- 特捜最前線（1979年、テレビ朝日）
- 探偵物語 （1979年、NTV）
  - 第9話『惑星から来た少年』
- 大空港（1979年、フジテレビ）
- 仮面ライダー (スカイライダー) （1979年、TBS）
  - 第7話『カマキリジン 恐怖の儀式』
- プロハンター（1981年、日本テレビ）
  - 第10話『手錠のままの逃走』
- 太陽にほえろ! 第499話『こわれた時計』（1982年、日本テレビ）
- 宇宙刑事シャイダー（1984年、テレビ朝日）
- 美少女仮面ポワトリン（1990年、フジテレビ）第1話～第28話のEDを当地、メリーゴーランドで撮影。
- 有言実行三姉妹シュシュトリアン (1993年、フジテレビ) 第31話、最終話を除くエンディング映像の撮影に空中回転遊具が使用された。
- 火曜サスペンス劇場　名無しの探偵10　少年（1994年、日本テレビ）
- 揺れる想い（1995年、TBS）
- イグアナの娘 第5回 - 第7回 （1996年、テレビ朝日)
- ひとつ屋根の下2 最終回（1997年、フジテレビ）
- 聖者の行進（1998年、TBS）
- 天国に一番近い男（1999年、TBS）
- ウルトラマンガイア（1999年、MBS 第19話)
- 西村京太郎サスペンス 探偵左文字進3『空巣と殺人』(2001年、TBS)

### 映画
- 高原のお嬢さん（1965年、日活）
- クレージーだよ奇想天外（1966年、東宝）
- 『夢は夜ひらく』(1967年、日活)
- めぐりあい（1968年、東宝）
- 進め!ジャガーズ 敵前上陸（1968年、松竹）
- やくざ刑事 マリファナ密売組織（1970年、東映）
- 飛び出す人造人間キカイダー（1973年、東映）
- ザ・ドリフターズのカモだ!!御用だ!!（1975年、松竹）
- 皮ジャン反抗族（1978年、東映）
- カポネ大いに泣く（1985年、松竹）
- テラ戦士ΨBOY（1985年、東映）
- 踊る大捜査線 THE MOVIE（1998年、東宝）
- クロスファイア（2000年、東宝）

### テレビコマーシャル
- au（2001年）

### その他
- おらぁグズラだど（テレビアニメ、1967年、フジテレビ、アニメと実写を合成、一般非公開）
- ビデオでフォニックス（教育ビデオ、最終話）
- 君の中で踊りたい（B'zのシングル、MVのロケ地として使用された）